# Сан-Луис-дель-Пальмар (департамент)
Департамент Сан-Луис-дель-Пальмар  (исп. Departamento de San Luis del Palmar) — департамент в Аргентине в составе провинции Корриентес.
Территория — 2385 км². Население — 17590 человек. Плотность населения — 7,40 чел./км².
Административный центр — Сан-Луис-дель-Пальмар.

## География
Департамент расположен на северо-западе провинции Корриентес.
Департамент граничит:
- на севере — с департаментами Сан-Косме, Итати
- на востоке — с департаментом Берон-де-Астрада
- на юго-востоке — с департаментом Хенераль-Пас
- на юге — с департаментом Мбурукуя
- на юго-западе — с департаментом Эмпедрадо
- на западе — с департаментом Корриентес

## Административное деление
Департамент включает 2 муниципалитета:
- Сан-Луис-дель-Пальмар
- Эрлитска

## Важнейшие населенные пункты[3]
| № | Населённый пункт      | Населённый пункт (исп.) | Категория | Население чел. (2010) | На карте                        |
| - | --------------------- | ----------------------- | --------- | --------------------- | ------------------------------- |
| 1 | Сан-Луис-дель-Пальмар | San Luis del Palmar     | город     | 12287                 | 27°30′36″ ю. ш. 58°33′27″ з. д. |
| 2 | Эрлитска              | Herlitzka               | поселок   | н/д                   | 27°33′58″ ю. ш. 58°15′34″ з. д. |